# 라 우수르파도라
《라 우수르파도라》(스페인어: La usurpadora)는 1998년 방영된 멕시코의 텔레노벨라이다.